# Шип'яни
Шип'яни (біл. вёска Шыпяны) — село в складі Смолевицького району Мінської області, Білорусь. Село підпорядковане Курганській сільській раді, розташоване в центральній частині області.